# Деревягин, Николай Павлович
Николай Павлович Деревягин (14 июля 1919, Ново-Ивановское, Ярославская губерния — 16 февраля 1978, Москва) — советский военачальник, командир 17-го корпуса ПВО особого назначения (1963—1966), первый заместитель командующего 1-й армией ПВО особого назначения ордена Ленина Московского округа ПВО (1966—1975), генерал-майор артиллерии.

## Биография
Родился 14 июля 1919 года в деревне Ново-Ивановское Даниловского уезда Ярославской губернии (ныне — Даниловского района Ярославской области).
На военной службе с сентября 1937 года. В сентябре 1939 года окончил 2-е Ленинградское артиллерийское училище в  Ленинграде.
В 1939—1940 годах — командир взвода 420-го гаубичного артиллерийского полка (город Новый Быхов Могилёвской области), в феврале — октябре 1940 года — командир взвода 92-го артиллерийского полка (город Берёза Брестской области) 33-й стрелковой дивизии Белорусского (с июля 1940 года — Западного) особого военного округа. В октябре 1940 — феврале 1942 года — командир взвода 181-й отдельной зенитной артиллерийской батареи (город Брест), а затем командир батареи 181-го зенитного артиллерийского дивизиона 33-й стрелковой дивизии Западного особого военного округа — Северо-Западного фронта. Участник Великой Отечественной войны.
В феврале — декабре 1942 года — заместитель командира дивизиона 44-го артиллерийского полка 33-й стрелковой дивизии, а в декабре 1942 — марте 1943 года — помощник начальника штаба артиллерии 33-й стрелковой дивизии Калининского фронта. В марте — мае 1943 года обучался в Высшей офицерской артиллерийской школе в городе Семёнов Горьковской (ныне — Нижегородской) области).
В мае 1943 — июне 1944 года — помощник начальника оперативного отдела штаба 4-го артиллерийского корпуса прорыва Резерва Главного Командования (РГК) в составе Центрального, Белорусского и 1-го Белорусского фронтов. В 1944 году вступил в ВКП(б).
В 1944—1945 годах — начальник штаба 125-го пушечного артиллерийского полка 12-й артиллерийской дивизии 4-го артиллерийского корпуса прорыва РГК в составе 1-го Белорусского фронта, майор. Награждён пятью боевыми орденами, в том числе двумя орденами Красного Знамени, и боевыми медалями.
В 1945—1946 годах — начальник штаба 405-й артиллерийской бригады 295-й стрелковой дивизии Группы советских оккупационных войск в Германии. В 1946—1950 годах — начальник штаба 819-го артиллерийского полка 30-й отдельной стрелковой бригады Северо-Кавказского военного округа в городе Астрахань. В 1950 году поступил в Высшую офицерскую артиллерийскую штабную школу, а в 1951 году — в Военную академию имени М. В. Фрунзе в Москве, которую окончил в 1954 году.
В 1954—1960 годах — командир 1948-го (с 1955 года — 650-го) зенитного ракетного полка 17-го корпуса ПВО 1-й армии ПВО особого назначения (1А ПВО ОсН) Московского округа ПВО (МО ПВО) (штаб в полка — в селе Новопетровское Истринского района Московской области). В 1960—1962 годах — начальник штаба — первый заместитель командира, а в 1962—1963 годах — заместитель командира 1-го корпуса ПВО 1А ПВО ОсН (штаб корпуса — в деревне Петровское Ленинского района Московской области).
В августе 1963 — сентябре 1966 года — командир 17-го корпуса ПВО 1А ПВО ОсН (штаб корпуса — в городе Одинцово Московской области).
В сентябре 1966 — сентябре 1975 года — первый заместитель командующего 1-й армией ПВО особого назначения МО ПВО (штаб — город Балашиха Московской области). Указом Президиума Верховного Совета СССР от 22 февраля 1968 года за освоение нового вооружения и успехи соединения в боевой и политической подготовке награждён третьим орденом Красного Знамени.
В 1972 году, являясь заместителем руководителя оперативной группы Московского округа ПВО, принимал активное участие в руководстве тушением лесных и торфяных пожаров на территории Орехово-Зуевского, Павлово-Посадского и Шатурского районов в Московской области.
Заместитель командующего 1-й армией ПВО особого назначения по боевой подготовке в 1977—1985 годах генерал-майор Александр Горелкин в своих воспоминаниях высоко отзывался об организаторских способностях, профессиональных и человеческих качествах Н. П Деревягина, говоря, что в Московском округе ПВО Дерявягина называли «генералом прорыва»: там, где сложная обстановка, где нужно решить задачу наверняка и быстро — туда назначали генерала Деревягина.
С сентября 1975 года генерал-майор артиллерии Н. П. Деревягин — в запасе (по болезни).
Жил в Москве. Умер 16 февраля 1978 года. Похоронен в Москве на Кунцевском кладбище.
Генерал-майор артиллерии (16.06.1965).

## Награды
- 3 ордена Красного Знамени (12.03.1945[2]; 06.06.1945[3]; 22.02.1968);
- ордена Отечественной войны 1-й (30.09.1944)[4] и 2-й (28.09.1943)[5] степеней;
- 2 ордена Красной Звезды (в том числе 08.01.1943[6]);
- медали СССР.